# Люцерна
Люце́рна, розм. люце́рка (Medicago) — рід однорічних і багаторічних трав або напівкущів родини бобових (Fabaceae). Рід має африкансько-євразійське поширення. Деякі види — цінні кормові культури. 
Коренева система стрижнева, проникає в ґрунт на глибину до 4—5 м і більше. На коренях живуть бульбочкові бактерії. Стебло пряме, міцне, вкрите дрібними густо посадженими листочками, висота рослини може досягти 85 сантиметрів.

## Використання
Одна з найцінніших рослин для польового травосіяння є люцерна посівна (Medicago sativa). Крім неї до Списку дикорослих корисних рослин України входять люцерна серпувата (Medicago falcata) та люцерна хмелевидна (Medicago lupulina) як кормові та лікарські рослини.

## Селекціонери
Український селекціонер Лихацький Владислав Леонтійович удосконалив технології вирощування насіння люцерни і працював над впровадженням їх у виробництво. Виведені під його науковим керівництвом сорти люцерни «Чернігівська», «Анді» та «Владислава» широко розповсюджені в Україні та за кордоном.

## Назва

### Народні назви
Окрім офіційної української назви люцерна зафіксовано й кілька народних — равельник, равлинник, медунка.

### Етимологія
Наукова назва Medicago виводиться із дав.-гр. Μηδικὴ (πόα) — що означає «корм із Мідії»; із цієї області рослина й потрапила в Грецію. Українська назва походить від фр. luzerne, джерелом якого є лат. lucerna «лампа», пов'язане з lucere — «бути ясним, світити», lux — «світло»; назва рослини пояснюється або тим, що її насіння має блискучу жовту поверхню, або жовтими яскравими квітами.

## Види
Цей африкансько-євразійський рід рослин містить приблизно 90 видів:
1. Medicago agropyretorum[sv]
2. Medicago alatavica[sv]
3. Medicago arabica
4. Medicago arborea[en]
5. Medicago archiducis-nicolai[sv]
6. Medicago astroites[sv]
7. Medicago blancheana[es]
8. Medicago brachycarpa
9. Medicago cancellata[sv]
10. Medicago carstiensis[en]
11. Medicago caucasica[sv]
12. Medicago ciliaris[en]
13. Medicago constricta[en]
14. Medicago coronata[en]
15. Medicago crassipes[sv]
16. Medicago cretacea
17. Medicago cyrenaea[sv]
18. Medicago daghestanica[sv]
19. Medicago difalcata[sv]
20. Medicago disciformis[es]
21. Medicago doliata[en]
22. Medicago edgeworthii[sv]
23. Medicago falcata
24. Medicago fischeriana
25. Medicago glomerata[sv]
26. Medicago granadensis[sv]
27. Medicago grossheimii[sv]
28. Medicago gunibica[sv]
29. Medicago heldreichii[sv]
30. Medicago hemicoerulea[sv]
31. Medicago heyniana[sv]
32. Medicago hybrida[sv]
33. Medicago hypogaea[sv]
34. Medicago intertexta
35. Medicago karatschaia
36. Medicago komarovii[sv]
37. Medicago laciniata[en]
38. Medicago lanigera[sv]
39. Medicago laxispira[sv]
40. Medicago littoralis
41. Medicago lupulina
42. Medicago marina
43. Medicago medicaginoides
44. Medicago meyeri[d]
45. Medicago minima
46. Medicago monantha[sv]
47. Medicago monspeliaca
48. Medicago murex
49. Medicago muricoleptis[sv]
50. Medicago noeana[en]
51. Medicago orbicularis
52. Medicago orthoceras[sv]
53. Medicago ovalis[d]
54. Medicago papillosa[d]
55. Medicago persica[d]
56. Medicago phrygia[sv]
57. Medicago pironae[sv]
58. Medicago playtcarpa
59. Medicago polyceratia[sv]
60. Medicago polychroa[sv]
61. Medicago polymorpha
62. Medicago praecox
63. Medicago prostrata[sv]
64. Medicago radiata[en]
65. Medicago retrorsa[sv]
66. Medicago rhodopea[sv]
67. Medicago rigida[sv]
68. Medicago rigidula
69. Medicago rigiduloides[d]
70. Medicago rotata[en]
71. Medicago rugosa[en]
72. Medicago rupestris
73. Medicago ruthenica[sv]
74. Medicago sativa
75. Medicago sauvagei[sv]
76. Medicago saxatilis
77. Medicago schischkinii[sv]
78. Medicago scutellata
79. Medicago secundiflora[sv]
80. Medicago shepardii[sv]
81. Medicago sinskiae[sv]
82. Medicago soleirolii[es]
83. Medicago strasseri[sv]
84. Medicago suffruticosa[sv]
85. Medicago syriaca[d]
86. Medicago talyschensis[sv]
87. Medicago tenoreana[sv]
88. Medicago tornata
89. Medicago transoxana[sv]
90. Medicago truncatula
91. Medicago tunetana[sv]
92. Medicago turbinata[en]
93. Medicago vardanis[sv]
94. Medicago virescens[sv]